# Episodi di Miss Marple (serie televisiva 1984)
Miss Marple è stata trasmessa a partire dal 23 dicembre 1984 sul canale televisivo britannico BBC One, quando andò in onda la prima parte del primo episodio dal titolo C'è un cadavere in biblioteca, tratto dall'omonimo romanzo scritto nel 1948.
In Italia la serie è stata trasmessa a partire dal 22 novembre 1985 in prima serata su Rai 2. Dopo il primo episodio, diviso in tre parti trasmesse a cadenza settimanale il venerdì sera, la trasmissione venne interrotta e riprese solo il 7 settembre 1986, questa volta in tarda mattinata, con altri 3 episodi.
| nº | Titolo originale                     | Titolo italiano               | Prima TV UK                | Prima TV Italia |
| -- | ------------------------------------ | ----------------------------- | -------------------------- | --------------- |
| 1  | The Body in the Library              | C'è un cadavere in biblioteca | 23 24 25 dicembre 1984     | 1985            |
| 2  | The Moving Finger                    | Terrore per posta             | 21 22 febbraio 1985        | 1986            |
| 3  | A Murder is Announced                | Un delitto avrà luogo         | 28 febbraio 1 2 marzo 1985 | 1986            |
| 4  | A Pocketful of Rye                   | Polvere negli occhi           | 7 8 marzo 1985             | 1986            |
| 5  | The Murder at the Vicarage           | Morte nel villaggio           | 25 dicembre 1986           | 1987            |
| 6  | Sleeping Murder                      | Addio Miss Marple             | 11 18 gennaio 1987         | 1987            |
| 7  | At Bertram's Hotel                   | Miss Marple al Bertram Hotel  | 25 gennaio 1 febbraio 1987 | 1987            |
| 8  | Nemesis                              | Nemesi                        | 8 15 febbraio 1987         | 1987            |
| 9  | 4.50 From Paddington                 | Istantanea di un delitto      | 25 dicembre 1987           | 1988            |
| 10 | A Caribbean Mystery                  | Miss Marple nei Caraibi       | 25 dicembre 1989           |                 |
| 11 | They Do It with Mirrors              | Giochi di prestigio           | 29 dicembre 1991           |                 |
| 12 | The Mirror Crack'd from Side to Side | Assassinio allo specchio      | 27 dicembre 1992           |                 |

## C'è un cadavere in biblioteca
- Titolo originale: The Body in the Library
- Diretto da: Silvio Narizzano
- Scritto da: T.R. Bowen

### Trama
Una giovane ragazza viene ritrovata morta nella biblioteca della famiglia Bantry. Miss Marple inizia a investigare sulla vittima, che si scopre avere connessioni con una località balneare e con la famiglia di un ricco anziano signore.
- Altri interpreti: Gwen Watford (Dolly Bantry), Moray Watson (Colonnello Arthur Bantry), Trudie Styler (Josie Turner), Jess Conrad (Raymond Starr), Ciaran Madden (Adelaide Jefferson), Keith Drinkel (Mark Gaskell), Debbie Arnold (Dinah Lee), Frederick Jaeger (Colonnello Melchett), Valentine Dyall (Lorrimer), Raymond Francis (Sir Henry Clithering), David Horovitch (Ispettore Slack), Anthony Smee (Basil Blake), Andrew Cruickshank (Peter Carmody), Hugh Walters (Mr Prescott), Arthur Bostrom (George Bartlett), Stephen Churchett (Maggiore Reeve), John Moffatt (Edwards)
- Romanzo originale: C'è un cadavere in biblioteca

## Terrore per posta
- Titolo originale: The Moving Finger
- Diretto da: Roy Boulting
- Scritto da: Julia Jones

### Trama
Gli abitanti di Lymston cominciano a ricevere una serie di lettere anonime. Sembra uno scherzo di cattivo gusto, finché una lettera non viene trovata accanto a una vittima suicida. Per fortuna, la moglie del vicario del villaggio è una cara amica di Miss Marple, a cui chiede aiuto per scoprire il colpevole. Nel frattempo viene ritrovato un altro corpo, stavolta un chiaro caso di omicidio.
- Altri interpreti: Michael Culver (Edward Symmington), Elizabeth Counsell (Angela Symmington), Richard Pearson (Mr. Pye), Sabina Franklyn (Joanna Burton), Andrew Bicknell (Gerry Burton), Hilary Mason (Emily Barton), Dilys Hamlett (Maud Calthrop), John Arnatt (Rev. Guy Calthrop), Sandra Payne (Eryl Griffith), Geoffrey Davion (Police Superintendent Nash), Victor Maddern (P.C. Johnson), Gordon Rollings (Mr. Cleat), Patsy Smart (Mrs. Cleat), Gerald Sim (Coroner)
- Romanzo originale: Il terrore viene per posta

## Un delitto avrà luogo
- Titolo originale: A Murder is Announced
- Diretto da: David Giles
- Scritto da: Alan Plater

### Trama
Quello che sembrava essere solo un gioco finisce male, con la morte di un giovane uomo svizzero. Amici e vicini cominciano a rivoltarsi l'uno contro l'altro, e l'ispettore Craddock non è convinto sulla pista da seguire. Fortunatamente Miss Marple è in città per visitare sua nipote e aiuta a risolvere il crimine.
- Altri interpreti: Ursula Howells (Miss Blacklock), Renée Asherson (Miss Bunner), Joan Sims (Miss Murgatroyd), John Castle (Detective Inspector Craddock), Sylvia Syms (Mrs. Easterbrook), Ralph Michael (Colonel Easterbrook), Paola Dionisotti (Miss Hinchcliffe), Samantha Bond (Julia Simmons), Simon Shepherd (Patrick Simmons), Mary Kerridge (Mrs. Swettenham), David Collings (Reverend Harmon), Elaine Ives-Cameron (Hannah), Joyce Carey (Belle Goedler), Kevin Whately (Detective Sergeant Fletcher), Liz Crowther (Myrna Harris)
- Romanzo originale: Un delitto avrà luogo

## Polvere negli occhi
- Titolo originale: A Pocketful of Rye
- Diretto da: Guy Slater
- Scritto da: T.R. Bowen

### Trama
Un ricco uomo d'affari viene ritrovato morto con in tasca alcuni chicchi di segale. Di lì a poco anche gli altri membri della famiglia vengono uccisi uno dopo l'altro. Miss Marple promette di trovare il malvagio assassino responsabile dei crimini.
- Altri interpreti: Peter Davison (Lance Fortescue), Timothy West (Rex Fortescue), Stacy Dorning (Adele Fortescue), Annette Badland (Gladys Martin), Fabia Drake (Miss Henderson), Clive Merrison (Percival Fortescue), Rachel Bell (Jennifer Fortescue), Selina Cadell (Mary Dove), Tom Wilkinson (Detective Inspector Neele), Susan Gilmore (Miss Grosvenor), Frank Mills (Mr. Crump), Louis Mahoney (Dr. French)
- Romanzo originale: Polvere negli occhi

## Morte nel villaggio
- Titolo originale: The Murder at the Vicarage
- Diretto da: Julian Amyes
- Scritto da: T.R. Bowen

### Trama
Il burbero colonnello Protheroe viene ucciso da un colpo di pistola nello studio del reverendo Leonard Clement, vicario del tranquillo villaggio inglese di St. Mary Mead. Il colonnello sembra essere stato ucciso poco prima di rivelare il nome della persona che riteneva essere l'autore degli ammanchi in parrocchia. Per Miss Marple, arzilla vecchietta residente nel paesino, il delitto potrebbe però avere un altro movente e messasi ad indagare, trova la pista giusta che la porta a scoprire un diabolico piano ordito ai danni della vittima.
- Altri interpreti: Paul Eddington (Reverendo Leonard Clement), Cheryl Campbell (Griselda Clement), Robert Lang (Colonnello Protheroe), Polly Adams (Ann Protheroe), James Hazeldine (Lawrence Redding), Jack Galloway (Bill Archer), Rosalie Crutchley (Mrs. Price-Ridley), Norma West (Mrs. Lestrange), Christopher Good (Christopher Hawes)
- Romanzo originale: La morte nel villaggio

## Addio Miss Marple
- Titolo originale: Sleeping Murder
- Diretto da: John Davies
- Scritto da: Ken Taylor

### Trama
La giovane sposa Gwenda crede che la sua casa sia infestata dai fantasmi. Con l'aiuto di Miss Marple, inizia a ricordare di aver assistito da bambina all'omicidio della sua matrigna, 20 anni prima. Nonostante il consiglio di Miss Marple di lasciar perdere, gli sposini decidono di indagare sul crimine, mettendo a rischio la vita di Gwenda.
- Altri interpreti: John Moulder-Brown (Giles Reed), Jean Anderson (Mrs. Fane), Terrence Hardiman (Walter Fane), Frederick Treves (Dottor James Kennedy), John Bennett (Richard Erskine), Geraldine Newman (Janet Erskine), Jack Watson (Mr. Foster), Jean Heywood (Edith Paget), Amanda Boxer (Joan West), John Ringham (Dottor Penrose), David McAlister (Raymond West), Kenneth Cope (Jackie Afflick), Gary Watson (Kelvin Halliday), Donald Burton (Bosola), Sheila Raynor (commessa)
- Romanzo originale: Addio Miss Marple

## Miss Marple al Bertram Hotel
- Titolo originale: At Bertram's Hotel
- Diretto da: Mary McMurray
- Scritto da: Jill Hyem

### Trama
Miss Marple si reca in un elegante hotel di Londra, dove niente è quello che sembra e false identità, furto e crimini sono all'ordine del giorno. Segue un omicidio che porterà a un'entusiasmante caccia al colpevole.
- Altri interpreti: Caroline Blakiston (Bess Sedgwick), Joan Greenwood (Selina Hazy), George Baker (Chief Inspector Fred Davy), James Cossins (Colonel Luscombe), Helena Michell (Elvira Blake), Irene Sutcliffe (Miss Gorringe), Preston Lockwood (Canon Pennyfather), Edward Burnham (Dr. Whittaker), Donald Burton (Mr. Humfries)
- Romanzo originale: Miss Marple al Bertram Hotel

## Nemesi
- Titolo originale: Nemesis
- Diretto da: David Tucker
- Scritto da: T.R. Bowen

### Trama
Miss Marple riceve una lettera da un uomo che le chiede di investigare su un caso. Giurando di scoprire la verità, ricollega il caso a Verity Hunt e a una famiglia di strane sorelle, che le ricordano le tre streghe del Macbeth. Scopre che anche l'amore, oltre all'odio, può essere movente per un omicidio.
- Altri interpreti: Margaret Tyzack (Clothilde Bradbury-Scott), John Horsley (Professor Wanstead), Anna Cropper (Anthea Bradbury-Scott), Valerie Lush (Lavinia Glynne), Helen Cherry (Miss Elizabeth Temple), Peter Tilbury (Lionel Peel), Liz Fraser (Mrs. Brent), Bruce Payne (Michael Rafiel), Joanna Hole (Madge), Jane Booker (Miss Cooke), Frank Gatliff (Jason Rafiel), Peter Copley (Archdeacon Brabazon), Roger Hammond (Mr. Broadribb)
- Romanzo originale: Miss Marple: Nemesi

## Istantanea di un delitto
- Titolo originale: 4.50 from Paddington
- Diretto da: Martyn Friend
- Scritto da: T.R. Bowen

### Trama
Un'amica di Miss Marple, che viaggia su un treno parallelo al suo, è testimone di un omicidio. Con l'aiuto di una promettente giovane donna, Miss Marple si mette a indagare. La ricerca conduce a una tenuta decrepita, dove sospettano che il corpo sia stato abbandonato. La famiglia che vi abita è apparentemente innocente, ma nasconde dei segreti.
- Altri interpreti: Maurice Denham (Luther Crackenthorpe), Joanna David (Emma Crackenthorpe), Jill Meager (Lucy Eyelesbarrow), Andrew Burt (Dr. John Quimper), Jean Boht (Madame Joliet), John Hallam (Cedric Crackenthorpe), David Waller (Chief Inspector Duckham)
- Romanzo originale: Istantanea di un delitto

## Miss Marple nei Caraibi
- Titolo originale: A Caribbean Mystery
- Diretto da: Christopher Petit
- Scritto da: T.R. Bowen

### Trama
Mentre è in vacanza alle Barbados, un eccentrico maggiore racconta a Miss Marple di conoscere un assassino. Ma quando il maggiore viene ritrovato morto, la bellezza selvaggia dell'isola non può nascondere la scia di un killer manipolatorio e spietato.
- Altri interpreti: Donald Pleasence (Jason Rafiel), Sophie Ward (Molly Kendal), Adrian Lukis (Tim Kendal), T.P. McKenna (Dr. Grahame), Frank Middlemass (Major Palgrave), Sue Lloyd (Lucky Dyson), Michael Feast (Edward Hillingdon), Sheila Ruskin (Evelyn Hillingdon), Joseph Mydell (Inspector Weston)
- Romanzo originale: Miss Marple nei Caraibi

## Giochi di prestigio
- Titolo originale: They Do It with Mirrors
- Diretto da: Norman Stone
- Scritto da: T.R. Bowen

### Trama
In una tenuta trasformata in riformatorio, Miss Marple visita la sua vecchia compagna di scuola Carrie Louise. Quando il caro figliastro di Carrie Louise viene ucciso, i sospetti ricadono su numerose persone.
- Altri interpreti: Jean Simmons (Carrie-Louise Serrocold), Joss Ackland (Lewis Serrocold), Faith Brook (Ruth van Rydock), Holly Aird (Gina Hudd), Christopher Villiers (Alex Restarick), Brenda Cowling (Mrs. Rodgers)
- Romanzo originale: Miss Marple: giochi di prestigio

## Assassinio allo specchio
- Titolo originale: The Mirror Crack'd from Side to Side
- Diretto da: Norman Stone
- Scritto da: T.R. Bowen

### Trama
Marina Gregg, una famosa diva di Hollywood, si reca al villaggio di St. Mary Mead per effettuare delle riprese. L'attrice si salva per caso da un tentativo di avvelenamento e al suo posto muore una donna del posto. È compito di Miss Marple distinguere i pettegolezzi dai fatti per risolvere il caso.
- Altri interpreti: Claire Bloom (Marina Gregg), Barry Newman (Jason Rudd), Gwen Watford (Mrs. Dolly Bantry), John Castle (Detective Inspector Craddock), Elizabeth Garvie (Ella Zeilinsky), Judy Cornwell (Heather Badcock), Glynis Barber (Lola Brewster), Christopher Hancock (Arthur Badcock), Rose Keegan (Gladys Dixon), Amanda Elwes (Margot Bence), Christopher Good (Rev. Christopher Hawes), Margaret Courtenay (Miss Knight)
- Romanzo originale: Assassinio allo specchio